# Мата Уту
Мата-Уту је престоница територије Валис и Футуна. Налази се на острву Валис у Тихом океану. Број становника, по попису из 2003, је 1.191.